# Flucht aus Atlantis (1988)
Flucht aus Atlantis (Originaltitel: Alien from L.A.) ist ein US-amerikanischer Abenteuerfilm aus dem Jahr 1988. Der Film basiert lose auf Jules Vernes Die Reise zum Mittelpunkt der Erde. Regie führte Albert Pyun.

## Inhalt
Wanda Saknussemm ist eine nerdige und damit unattraktive Außenseiterin mit einer großen Brille und einer ungewöhnlich quietschenden Stimme, die in Los Angeles lebt und in einem Diner arbeitet. Nachdem Wandas Freund sie verlassen hat, wird sie durch einen Brief darüber informiert, dass ihr Vater, ein Archäologe, verschollen ist. Sie hängt sehr an ihrem Vater, obwohl sie von ihm schon lang nichts mehr gehört hat. Sie fliegt nach Afrika und findet beim Durchsuchen der Habseligkeiten ihres Vaters seine Notizen über Atlantis. Wanda stößt über eine Kammer unter der Wohnung ihres Vaters auf einem versunkenen tempelartigen Bau und löst versehentlich eine Falle aus, die letztendlich dazu führt, dass sie wie ihr Vater in ein bodenloses Loch fällt.
Wanda wacht unverletzt tief in der Erde in einem System aus Stollen und Höhlen auf und trifft auf unterirdische humanoide Bewohner, darunter den Bergmann Gus. Er wird von zwei anderen Personen bedroht, sie schlägt sich auf seine Seite und zusammen setzen sie den Weg fort. Gus willigt ein, Wanda zu helfen und ihren Vater zu finden, von dem sie glaubt, dass er lebt und im Untergrund gefangen ist. Sie gelangen in eine fremdartige unterirdische Stadt im Cyberpunk-Stil. Die Führungsriege der Stadt macht Jagd auf „Außerirdische“, Fremde, die als Spione Atlantis infiltrieren und eine Invasion vorbereiten sollen. Sie wissen nichts von dem Leben auf der Erdoberfläche. Während die Hardliner die Fremden foltern und töten wollen, gibt es in der Führungsriege auch eine Opposition, die dieses Vorgehen in Frage stellt.
Wanda wird auf ihrer Flucht durch die Stadt von Gus getrennt. Sie trifft auf den Stadtbewohner Charmin, der ihr hilft und sich in sie verliebt. Schließlich wird sie von dem bösen General Pykov gefangen genommen, der sowohl Wanda als auch ihren inhaftierten Vater töten will. Bevor der atlantische Anführer entscheiden kann, was er mit Wanda und ihrem Vater tun soll, taucht Gus auf und hilft dem Duo bei der Flucht, während er gegen General Pykov und seine Soldaten kämpft. Das im Gegensatz zu den Slums der Stadt futuristische Regierungsgebäude ist der Kern der Stadt Atlantis. Es entpuppt sich als außerirdisches Raumschiff, welches vor Jahrtausenden abgestürzt und in das Erdinnere eingesunken ist. Ein mit Gus befreundeter Wissenschaftler hat eine raketenartige Erfindung gemacht, die es Wanda und ihrem Vater ermöglicht, am Ende der Verfolgungsjagd durch das Loch wieder an die Oberfläche zu gelangen. Die jetzt gereifte Wanda, gekleidet in Bikini und Sarong, trifft am heimatlichen Strand auf ihren Ex-Freund, den sie mit seinen Sprüchen stehen lässt, um anschließend mit Charmin, der auf wundersame Weise mit einem Motorrad angefahren kommt, ein neues Leben zu beginnen.

## Produktion
Flucht aus Atlantis wurde von Golan-Globus Productions gedreht und von The Cannon Group vertrieben.
Laut Regisseur Albert Pyun wurde Kathy Ireland gegen Ende des Castings für die Hauptrolle wegen ihrer großen Statur ausgewählt, da er einen physischen Unterschied zwischen Menschen von der Oberfläche und den Menschen unter der Erde, die einer höheren Gravitation ausgesetzt sind,  betonen wollte.
Der Film wurde hauptsächlich in Johannesburg in einem Studio des Produzenten Avi Lerner gedreht und zusätzlich gab es Einsätze in Durban in Südafrika und Swakopmund in Namibia. Die Drehorte spannten sich über den tiefen Minen und Goldfelder am Stadtrand von Johannesburg. Es gab einen weiteren Drehtag in einem Safari-Komplex in der Nähe von Pretoria. Die meisten Dreharbeiten in Namibia fanden in und um die alte deutsche Kolonialstadt Swakopmund statt. Weitere Szenen wurden auch entlang der berühmten Skelettküste Namibias gedreht. Auch in Los Angeles, Kalifornien entstanden Aufnahmen.
Die Figur von Arnold Saknussemm verweist auf Arne Saknussemm aus Jules Vernes Reise zum Erdmittelpunkt, einen isländischen Entdecker, der lange vor Beginn der Erzählung der Geschichte verschwunden war.

## Veröffentlichung
In den Vereinigten Staaten kam der Film am 26. Februar 1988 in die Kinos.
Flucht aus Atlantis wurde im Juni 1995 von Media Home Entertainment auf VHS veröffentlicht. Später wurde der Film am 7. Juni 2005 von MGM auf DVD veröffentlicht, zusammen mit Star Cracks – die irre Bruchlandung der Außerirdischen. Das einzige Special der Veröffentlichung war der Trailer des Films.

## Fortsetzung
Es folgte eine Direct-to-Video-Fortsetzung namens Die Reise zum Mittelpunkt der Erde – ebenfalls unter der Regie von Albert Pyun – die 1989 in den USA veröffentlicht wurde. In dem Film setzte Kathy Ireland ihre Rolle als Wanda Saknussemm fort.